# Hintonelmis messa
Hintonelmis messa is een keversoort uit de familie beekkevers (Elmidae). De wetenschappelijke naam van de soort werd in 1971 gepubliceerd door Howard Everest Hinton.